# جاي ديماركوس
جاي ديماركوس (بالإنجليزية: Jay DeMarcus)‏ هو منتج أسطوانات وموسيقي وملحن أمريكي، ولد في 26 أبريل 1971 في كولومبوس في الولايات المتحدة.

## وصلات خارجية
- جاي ديماركوس على موقع IMDb (الإنجليزية)
- جاي ديماركوس على موقع الموسوعة البريطانية (الإنجليزية)
- جاي ديماركوس على موقع ميوزك برينز (الإنجليزية)
- جاي ديماركوس على موقع إن إن دي بي (الإنجليزية)
- جاي ديماركوس على موقع ديسكوغز (الإنجليزية)
- جاي ديماركوس على موقع قاعدة بيانات الفيلم (الإنجليزية)